# Ancistrophyllum laeve
Ancistrophyllum laeve là loài thực vật có hoa thuộc họ Arecaceae. Loài này được Dr mô tả khoa học đầu tiên.